# Taça de Portugal 1941-1942
La Taça de Portugal 1941-1942 fu la quarta edizione della Coppa di Portogallo. Il Belenenses (già finalista perdente nelle due precedenti edizioni) vinse finalmente il suo primo titolo nazionale trionfando in finale contro il Vitória Guimarães.
In questa edizione il numero di squadre si allargò a 16 mentre i turni furono a gara unica.

## Partecipanti
- Algarve:  Olhanense
- Aveiro:  Espinho
- Beja:  Luso Beja
- Braga:  Vitória Guimarães
- Coimbra:  Académica
- Lisbona:  Benfica,  Sporting Lisbona,  Belenenses,  Unidos,  Estoril Praia,  Carcavelinhos FC
- Porto:  Porto,  Académico,  Leça,  Leixões
- Setúbal:  Barreirense

## Primo Turno
|                   | Risultato |                  |
| ----------------- | --------- | ---------------- |
| Vitória Guimarães | 7 - 2     | Estoril Praia    |
| Unidos            | 3 - 3     | Académica        |
| Sporting Lisbona  | 6 - 2     | Leça             |
| Espinho           | 4 - 2     | Carcavelinhos FC |
| Olhanense         | 3 - 1     | Académico        |
| Leixões           | 3 - 0     | Luso Beja        |
| Benfica           | 2 - 0     | Barreirense      |
| Belenenses        | 5 - 1     | Porto            |

## Quarti di finale
|                   | Risultato |           |
| ----------------- | --------- | --------- |
| Sporting Lisbona  | 4 - 0     | Benfica   |
| Vitória Guimarães | 4 - 1     | Espinho   |
| Unidos            | 6 - 0     | Leixões   |
| Belenenses        | 1 - 1     | Olhanense |

## Semifinali
|                   | Risultato |                  |
| ----------------- | --------- | ---------------- |
| Vitória Guimarães | 2 - 1     | Sporting Lisbona |
| Belenenses        | 5 - 0     | Unidos           |

## Finale
| Arbitro: | Vieira da Costa (Oporto) |

|                           |           |  |
| Quaresma 40’ Gilberto 46’ | Marcatori |  |

| Belenenses | Vitória Guimarães |

### Formazioni
| Belenenses        |   |                   |
|                   |   |                   |
| POR               | 1 | Salvador Jorge    |
| DIF               |   | António Feliciano |
| DIF               |   | José Simões       |
| DIF               |   | Serafim Neves     |
| CEN               |   | Mariano Amaro ()  |
| CEN               |   | Francisco Gomes   |
| CEN               |   | Gilberto          |
| CEN               |   | António Eloi      |
| ATT               |   | Artur Quaresma    |
| ATT               |   | José Pedro        |
| ATT               |   | Franklim Oliveira |
| Sostituiti:       |   |                   |
| Allenatore:       |   |                   |
| Rodolfo Faroleiro |   |                   |

| Vitória Guimarães |   |              |
|                   |   |              |
| POR               | 1 | Machado      |
| DIF               |   | Lino         |
| DIF               |   | João         |
| DIF               |   | Castelo      |
| CEN               |   | Laureta      |
| CEN               |   | José Maria   |
| CEN               |   | Zeferino     |
| ATT               |   | Miguel       |
| ATT               |   | Alexandre () |
| ATT               |   | Ferraz       |
| ATT               |   | Arlindo      |
| Sostituiti:       |   |              |
| Allenatore:       |   |              |
| Alberto Augusto   |   |              |